# Сарра Хамді
Сарра Хамді (араб. سارة•حمدي; нар. 13 березня 1999) — туніська борчиня вільного стилю, чемпіонка, триразова срібна та бронзова призерка чемпіонатів Африки, срібна призерка Африканських ігор, учасниця Олімпійських ігор.

## Життєпис
У 2014 році здобула срібну медаль чемпіонату Африки серед кадетів. Наступного року виграла ці змагання. У 2017 році стала чемпіонкою Африки серед юніорів. Повторювала цей успіх у 2018 і 2019 роках. У 2022 році стала бронзовою призеркою чемпіонату світу серед молоді.
У 2021 році на олімпійському кваліфікаційному турнірі в Гаммаметі посіла перше місце, здобувши ліцензію на літні Олімпійські ігри в Токіо. На Олімпіаді Хамді виграла перший поєдинок з рахунком 3:1 у представниці Індії Сіми Бісла. Однак у наступному поступилася з рахунком 0:10 представниці Азербайджану українського походження Марії Стадник. Оскільки азербайджанська спортсменка не пройшла до фіналу, Сарра Хамді не змогла взяти учать у втішних сутичках за бронзову нагороду, посівши у підсумку дев'яте місце.

## Спортивні результати на міжнародних змаганнях

### Виступи на Олімпіадах
| Змагання                    | Збірна | Вагова категорія          | Місце |
| --------------------------- | ------ | ------------------------- | ----- |
| Літні Олімпійські ігри 2020 | Туніс  | жіноча боротьба, до 50 кг | 9     |

### Виступи на Чемпіонатах Африки
| Змагання                         | Збірна | Вагова категорія          | Місце  |
| -------------------------------- | ------ | ------------------------- | ------ |
| Чемпіонат Африки з боротьби 2017 | Туніс  | жіноча боротьба, до 48 кг | Срібло |
| Чемпіонат Африки з боротьби 2018 | Туніс  | жіноча боротьба, до 50 кг | Бронза |
| Чемпіонат Африки з боротьби 2019 | Туніс  | жіноча боротьба, до 53 кг | Срібло |
| Чемпіонат Африки з боротьби 2020 | Туніс  | жіноча боротьба, до 50 кг | Срібло |
| Чемпіонат Африки з боротьби 2022 | Туніс  | жіноча боротьба, до 50 кг | Золото |

### Виступи на Африканських іграх
| Змагання              | Збірна | Вагова категорія          | Місце  |
| --------------------- | ------ | ------------------------- | ------ |
| Африканські ігри 2019 | Туніс  | жіноча боротьба, до 50 кг | Срібло |

### Виступи на Іграх ісламської солідарності
| Змагання                          | Збірна | Вагова категорія          | Місце  |
| --------------------------------- | ------ | ------------------------- | ------ |
| Ігри ісламської солідарності 2022 | Туніс  | жіноча боротьба, до 50 кг | Бронза |

### Виступи на Середземноморських іграх
| Змагання                    | Збірна | Вагова категорія          | Місце  |
| --------------------------- | ------ | ------------------------- | ------ |
| Середземноморські ігри 2022 | Туніс  | жіноча боротьба, до 50 кг | Бронза |

### Виступи на Середземноморських чемпіонатах
| Змагання                                     | Збірна | Вагова категорія          | Місце  |
| -------------------------------------------- | ------ | ------------------------- | ------ |
| Середземноморський чемпіонат з боротьби 2018 | Туніс  | жіноча боротьба, до 50 кг | Золото |

### Виступи на інших змаганнях
| Змагання                                                       | Збірна | Вагова категорія          | Місце  |
| -------------------------------------------------------------- | ------ | ------------------------- | ------ |
| Київський Міжнародний турнір з боротьби 2017                   | Туніс  | жіноча боротьба, до 48 кг | 7      |
| Турнір Дана Колова — Николи Петрова 2017                       | Туніс  | жіноча боротьба, до 48 кг | 5      |
| Турнір Яшара Догу 2018                                         | Туніс  | жіноча боротьба, до 50 кг | Срібло |
| Турнір Яшара Догу 2019                                         | Туніс  | жіноча боротьба, до 50 кг | 5      |
| Відкритий чемпіонат Польщі з боротьби 2019                     | Туніс  | жіноча боротьба, до 50 кг | 5      |
| Турнір Яшара Догу 2020                                         | Туніс  | жіноча боротьба, до 50 кг | 5      |
| Олімпійський кваліфікаційний турнір з боротьби 2020 (Хаммамет) | Туніс  | жіноча боротьба, до 50 кг | Золото |
| Турнір Яшара Догу 2021                                         | Туніс  | жіноча боротьба, до 50 кг | Бронза |
| Турнір Яшара Догу 2022                                         | Туніс  | жіноча боротьба, до 50 кг | 10     |
| Турнір Зухає Сгає 2022                                         | Туніс  | жіноча боротьба, до 53 кг | 6      |
| Турнір Ібрагіма Мустафи 2023                                   | Туніс  | жіноча боротьба, до 50 кг | 12     |
| Турнір Дана Колова — Николи Петрова 2023                       | Туніс  | жіноча боротьба, до 50 кг | 12     |

### Виступи на змаганнях молодших вікових груп
| Змагання                                                   | Збірна | Вагова категорія          | Місце  |
| ---------------------------------------------------------- | ------ | ------------------------- | ------ |
| Чемпіонат Африки з боротьби серед кадетів 2014             | Туніс  | жіноча боротьба, до 46 кг | Срібло |
| Чемпіонат Африки з боротьби серед кадетів 2015             | Туніс  | жіноча боротьба, до 49 кг | Золото |
| Середземноморський чемпіонат з боротьби серед юніорів 2016 | Туніс  | жіноча боротьба, до 48 кг | Срібло |
| Чемпіонат Африки з боротьби серед юніорів 2017             | Туніс  | жіноча боротьба, до 48 кг | Золото |
| Чемпіонат світу з боротьби серед юніорів 2017              | Туніс  | жіноча боротьба, до 48 кг | 5      |
| Чемпіонат Африки з боротьби серед юніорів 2018             | Туніс  | жіноча боротьба, до 50 кг | Золото |
| Середземноморський чемпіонат з боротьби серед юніорів 2018 | Туніс  | жіноча боротьба, до 50 кг | Золото |
| Чемпіонат світу з боротьби серед юніорів 2018              | Туніс  | жіноча боротьба, до 50 кг | 16     |
| Чемпіонат Африки з боротьби серед юніорів 2019             | Туніс  | жіноча боротьба, до 50 кг | Золото |
| Чемпіонат світу з боротьби серед юніорів 2019              | Туніс  | жіноча боротьба, до 50 кг | 17     |
| Середземноморський чемпіонат з боротьби серед молоді 2019  | Туніс  | жіноча боротьба, до 50 кг | Золото |
| Чемпіонат світу з боротьби серед молоді 2021               | Туніс  | жіноча боротьба, до 50 кг | 5      |
| Чемпіонат світу з боротьби серед молоді 2022               | Туніс  | жіноча боротьба, до 50 кг | Бронза |